# 呪符
呪符（じゅふ）は道教の方術のための文字や符号を記した札、またはその記された文字や符号である。一種のおまじないでもある。
台湾・中国大陸の道教信者はこれを用いて未来を占う。医療が発達していない時代には「符」はお札のおまじないの効果を狙って医療や医学など様々な場面で使用された。呪符以外にも、呪言と印もあり、簡略して「お札」ともいわれている。

## 歴史

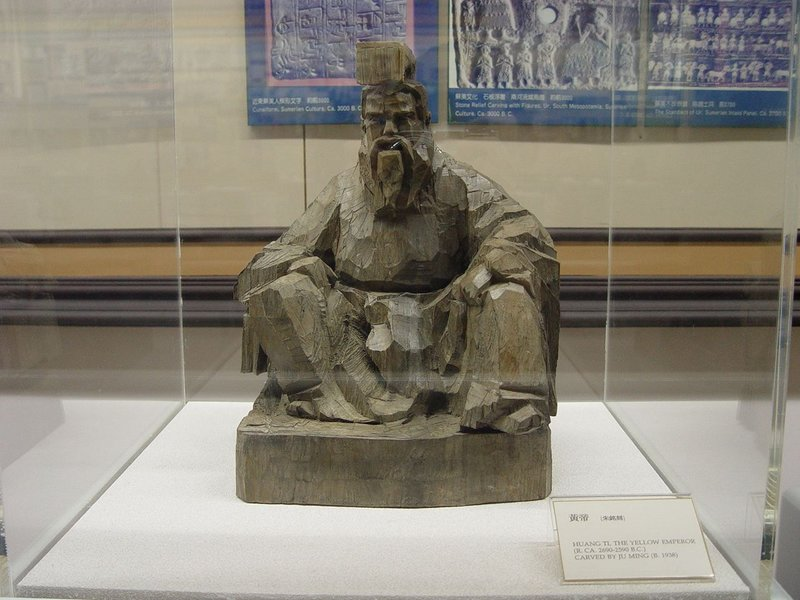
黄帝

最も古い「符」は「五岳真経図」・「八会之書」といわれている。これは、漢代に洛陽郊外の邙山、漢墓は延光元年（122年）と年代が判明している最古の符である。
また、「五岳真経図」は、東西南北中央の五つの山の形を示す、五つの霊図からなっており、それぞれは春・夏・秋・冬・土用となっている。睡虎地泰簡（262年）、日書（卜占に関する書）。

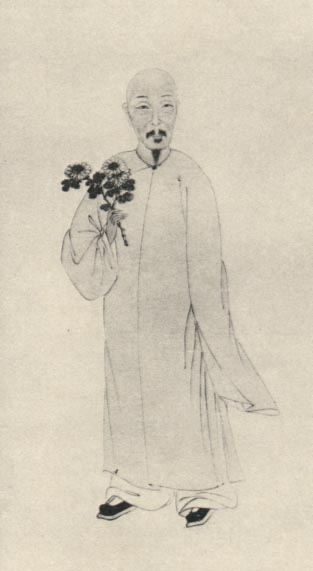
段玉裁

府礼や文習として広く用いられ、中国では戦国時代から唐代まで使用されていた。二つの竹を割ることから始まった竹簡のものであるのは段玉裁の『説文解字注』による。
清代で少しずつ廃れてきたが信仰者たちは構わずに使用し続け、黄帝や太上老君が薬の一部として使用していたことが『後漢書』に記載されている。道教が確立される以前から符というものは存在していた。太上老君はまたの名を太上道君という。
中国において符を用いたとされているのは、はるか大昔とされているが年代は確定されていない。また、霊符など同じ動きを持つものすべてを呪物の一種と捉え、それは紙のみならず、石であったり、竹や木であったり、縄であったり、特定の魚などでもある。例えば、日本の正月風景でおなじみの門松や注連縄飾りなども、これら呪物の一種である。神社などで授かる家内安全などのお札は、霊符の一種である。
霊符は中国古代の敬天崇地思想に由来するものと考えられている。この思想は文字通り、天を敬い地を崇拝する、つまり自然を尊ぶ考え方である。古代中国の人々は大空に輝く太陽、月、星を仰ぎ、広大な山岳河川の姿を拝見し、風雨雷電の自然現象に驚き怖れ、いつかそれらを神格化して祭祀するようになった。道教の起源はこの敬天崇地思想にあり、同時にそれが道教における霊符の素となった。実際に道教の霊符を仔細に見てみると、その複雑な図形の中に、日月星の象徴、山岳、河川、風雨、雷電などを意味するものが多く確認できる。なお、霊符の最も早い文献上の記載は、後漢・霊帝の光和年間（一七八から一八四年）の『三国志』に見られるものである。ここでは、張角が始めた太平道で、霊符を使って病人を治したという記述があり、以後の逸話などでも、ある霊符を作り、これを使って地上の鬼神の主になるよう人に授けた。人はこの霊符を使用して、さまざまな病を治療し、百鬼をこらしめ、土地の神々を駆逐した。しかし、後にうっかりその霊符をなくしてしまい、彼に恨みを持っていた多くの鬼たちに殺されてしまった。このように、使うばかりでなく、保管もできないと自分に怨みが返ってきてしまう恐ろしいものとして有名である。
日本での出土例では呪符が記された木簡としては、七世紀前半とされる大阪市桑津遺跡のものが最も古いと考えられる。南北朝時代に記された拾芥抄には、疫病が流行したときに使う呪符として「蘇民将来子孫也」という7字を記したものが挙げられており、その由来は備後国風土記であるという。

## 木簡と竹簡
木簡と竹簡は最初に使われた紙に代用するものである。
文字文化圏で確立は早い段階であったが、いざ甲骨文字で歴史性や伝承録を記載しようとすると紙がないためこのような竹や木に書いていた。なお、竹や木が使われていた理由は、町中に生い茂り、確保が容易であったためである。また過去からの発掘の大本を調べていくと、殷の時代のものが大多数を占めている。竹や木は当時の最先端の書写道具として有名である。
「冊」という字の甲骨文字が、竹と木を二つに割って紐で貼り合わせた竹簡を象った文字であることから、殷代には確実に竹簡と木簡があったとされている。
もともと、甲骨文字は「神のお告げを占うおまじない」とされていた。この甲骨文字が多く存在し、発掘されたことから文字文化圏の一つとしてすぐに中国が挙がる。
また、文字によって動物などを現す際の工夫は、文字一つで意味を正確に伝えることである。例を挙げると、「牛」と「羊」の甲骨文字は非常に似ていて紛らわしいため、角が大きいものを牛に、小さいものを羊とするなど区別しやすい工夫をしている。
上述の通り、甲骨文字は神の「お告げ」を知る占いとされている。それに対して中国で今使われている漢字は、今から三千年あまり前の中国で使われていた文字の直接の子孫にあたる。漢字は長い歴史の間に外面的な姿や書体こそ大きくして変化しているが、文字としてのシステムは、今の漢字も数千年前のそれと基本的にはほとんど変わっていない。三千年以上も前に記録された文字を、書体の違いだけで理解できる文字は、世界でも漢字だけである。その意味では中国はまさに「文字の国」と呼ぶにふさわしい。
また、過去から継承されている文化遺産や、現在の考古学による発掘の結果から見ていくと、漢字は中国文学の殷の時代になってから使われていき、殷の時代の遺跡などから文字と考えられるものがこれまでに数例発見されている。
しかし、整然とした体系を持ち、解読できる文章を表記した漢字は、殷の晩期（紀元前1300年から紀元前1000年）に使われていた甲骨文字が現時点で最も古いとされている。殷の時代では亀の甲羅や牛の角を用いて占う方法が主流である。
通常、切り出した竹は全長21センチ、幅1センチ程度のものだが、人間が作成しているためすべてが均等ではない。出土しているものでは全長22センチ、幅1.2センチなどバラバラである。また、竹の材質の違いは書物としての重要度を反映していた。
木簡は、書く文書の内容によって異なった形や長さの木が使われていた。例えば皇帝の詔勅は「尺一簡」、すなわち一尺一寸の簡に書かれており、儒学の経典では書物の価値に応じて、簡の長さが厳密に定められていた。漢時代の木簡のうちで最も長いのは、二尺四寸(約50センチ)であり、『周易』や『春秋』など儒学で最も正統的とされる経書はその長さの簡に書かれていたとされている。実際にシルクロード地帯から『儀礼』という経典が発見され、長さはこれと同じだった。このように考えると、『孝経』と『論語』は漢代ではまだ儒学の中心に位置する経書として考えられていなかったことが分かる。
その他にも木簡には様々な形状とサイズがあり、例えば特殊な用途に使われる木簡の一つに「檄」がある。檄は緊急の軍事文書であり、二尺の簡が使われていた檄には、送り先へ大至急届けることが必要という意味を示すために鳥の羽が使用されていたとも言う。現在日本語で用いられる「檄を飛ばす」という言葉は、もともと戦争などの緊急事態に際して危急を訴え、警戒を呼び掛ける文書を各地に迅速に届けることを指した。
また、普段目にする「名刺」も木簡の文書に由来している。名刺はもともと「刺」または「謁」といい、木簡の上に自分の姓名や相手への用件などを書き付けたのが始まりだとされている。他者を訪問した時に、木簡を差し出して相手に面会を求めることを「刺を通ず」と表現する。この考えが現代に残っていると考えると、名刺は木簡の一種であるとも言える。
木を加工して札を作ろうとする場合、木は様々に加工できるため、わざわざ幅の狭い札を作る必要はなく、最初から何行も書けるような幅の広い板を作ったほうが、文字の記録にとってはるかに便利であることは間違いない。だが、現実に発見される木簡のほとんどは、わざわざ狭い幅に切り取られていた。そのことから、木簡は字のごとく木ではなく、竹から作った札を模倣したものであり、竹簡の代用品としての役割を担っていたと考えられる。しかし、竹も木も有機物なので、亀の甲羅や動物の骨、あるいは青銅器、粘土板、石などと違い地中で簡単に腐ってしまう。そのために実際に使われていた竹簡や木簡の実物はあまり発見されていない。
このように木簡には様々な形態とそれに応じた用途が存在していたが、どんなに長い簡を使用したとしても書ける文字数には限界がある。そこで、一本の木簡では書ききれないほど長い文章では何本かの木簡に書き、それを順番に並べて紐で張り合わせる方法が採用された。これが書物の最も古い形態であり、このようなものを「冊書」あるいは「策書」という。「冊」の漢字は上記でも述べた通り、木簡を並べたさまを文字にしたもので、これを台の上に載せたものの象形が「典」という字である。このようにして作られた書物は一方の端からクルクルと巻いて保管されていた。これが後世に書物を数える単位として使われる「篇」で、「篇」に竹冠がついているのはもともと書物が竹簡でできていたことに由来している。ちなみに「編」を用いることになったのはもう少し後の時代とされている。さらに、木簡や竹簡から紙の時代に入ると、クルクル巻いた書物を数える単位の一つとして「巻」という言葉が用いられるようになった。
書物を繰り返し読むことを「韋編三絶」という。この言葉も、このような書物の作り方に由来する。孔子は『周易』を読むのを好み、何度も繰り返して読んだために、木簡あるいは竹簡を閉じてあった紐がしばしば切れたという。これがのちの「韋編三絶」という故事成語になった。この話は孔子の伝記である、『史記』の孔子世家に見られる。
「韋」はなめし革を指しており、孔子が愛読していた『易経』は普通の紐ではなく、丈夫ななめし皮で閉じていたとされている。そのなめし革も切れるほど『易経』を頻繁に読んでいたことが分かる。ただし、これはあくまで伝説であるので、実際の発掘ではなめし革で閉じられた冊書はまだ一つも発見されていない。

また、現在までに発見されている中国最古の竹簡は、1953年に湖南省長沙市の南に位置する仰天湖から発掘されたものである。これは、戦国時代の楚の墓から発見された。この墓は過去に盗掘されていたため、書物などを多く発見することは不可能だったが、棺桶の覆いの間から合計43枚の竹簡が発見された。さらに、この墓の周りにはハマグリの貝殻を焼いて作った砂状のものが一面に敷き詰められていた。おそらくそれが防臭剤の役割を果たしていたため、竹簡の状態は非常によく、文字も消えているところや欠けているところはなく良好である。

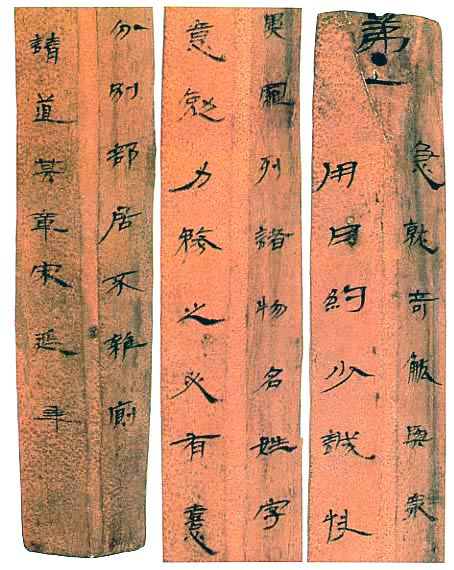

さらに、日本でも五斗米道時代に似た木簡が出土した。たとえば平城京左京三条二坊の長屋王邸宅跡と左京二条二坊王邸宅の間から出土した木簡は縦301mm、横28mm、厚さ4mmで、釈文を『上代木簡資料集成』に従って示すと、
```
　1行目　米五斗　　大豆一斗　　小豆一斗　　薪廿束
　2行目　糯米五斗　大角豆二斗　炭二石　　　胡麻子一斗
　
　1行目　胡麻油一斗　新小麦一石　扞櫃二合
　2行目　糖一斗　　　小櫃二合　　　合十三種天平八年＝
　3行目　＝十一月九日内申

```

と記載されており、木簡に記載されている通り天平八年前後のものを中心に発掘された。木簡には、米・糯米・大豆・小豆・胡麻・新小麦などの穀物、胡麻油、高価な甘味である糖といった食品から、炭や薪、器具の小櫃・扞櫃に至るまで、主に食膳に関係した十三種類の品々の名と数量が列記されている。全てこの時代には欠かせないものの一部であったことが分かる。まるで五斗米道がかき集めたかのような内容の木簡である。

## 符の起源
符は主に道教で使用されていた。
道教とは中国で生まれた二つの哲学的、宗教的伝統の一つである。
もう一つの宗教は、儒教である。道教と儒教は紀元前6世紀ごろに確立した。三つ目の宗教は、紀元直後にインドから西洋を経由して伝来してきた仏教である。これら三つの宗教が一体になり、2500年近くにわたって中国人の生活や思想を形成してきた。符は、道教が確立する以前から存在していたともされている。道教が確立されたときに符が使用されたことから、確立と同時にできたものとされている。
道教の「道」は自然の道を意味している。道教の信徒は、自然の循環や自然界の絶え間ない変化を偉大な宇宙の力の地上における具現とみている。
漢字は一字でも様々な意味を持つが、「道」は宇宙の持続する道ととらえることができ、また、天と地の循環を示すこともできる。このように、「道」の一字で道教の意味を表すことができる。
道教では、言葉で説明できるような「道」は真の道、「恒常不変の道」ではないとされる。道士や書物の言葉は「道」を指し示すのみであり、各人の「道」は自分自身で見出さなければならない。
よって、自分自身で「道」を見出すための手法としての符であれば、見出した後の符を用いることでの現世利益を信者は望んでいる。
霊符はフィクションの題材にも用いられる。
中国の人々の間では、霊符というものは非常に身近なものであり、中国四大奇書の一つとして、日本でも非常に人気のある『三国志演義』、『水滸伝』、『西遊記』などの作品において霊符が多数使われている。

## 地域
台湾南部と中国地域の共通性はなく、「呪符」や「辟邪」などは一切なく、北部の九龍地域では多少あるのがみられる。だが厦門の西地域には呪符の復活がみられる。氏が東南アジアや台湾、中国での呪符や符の地域について述べている。
四世紀初頭、中国北部が東北、モンゴル、チベットをはじめ、遥か北東から馬に乗って来襲する様々な遊牧民族の侵攻にさらされたため、南部に移住する天師道の道士が少なくなかった。戦争の影響などで北部から南部に移住してくる信者に対して、天師道の道士たちは人々を土着の古い信仰から天師道に改宗させるために組織的な運動を精力的に展開し、貴族の改宗者を多数獲得することに成功し、信徒を大幅に増やしていった。しかし、信徒は脱皮を目指し、南部では様々な宗教団体が出現しはじめた。その一つとして挙げられるのが「上清派」で、上清派は364年から370年にかけて楊羲（ようぎ）という道教の信徒である官僚が一群の神仙から啓示を受けた。さらに、天師道の慣習や儀礼を大幅に改めていき、道教を確固たるものに変化させていった。すなわち道教の「純粋」な教義を回顧するため瞑想と隠棲の効用を強調していった。
一方の北部では天師道が復活しつつあった。415年、寇謙之（こうけんし）が太上老君から招かれて天子の位置を授けられるとともに道教を改革するよう命じられたと称し、天子道と『道徳経』との和合に着手した。また、五斗米道の奉納米のような特定の習慣を腐敗、堕落とみなし、「こんなものが純粋な「道」といかなる関係があろうか」と非難した。寇謙之の提唱した改革は様々な人たちを魅了してその好意を獲得することに成功した。太武帝は北魏における宗教的実践の全権限を寇謙之に与えて道教の国教化を促していき、その見返りに、太上老君のこの世における代表であることを示す印を寇謙之から与えられた。その結果、道教は中国の北部でも政治と文化に多大な影響を及ぼし続けることとなった。
618年、新しい王朝が政権を握り、中国は再統一された。当時の支配的な教団の一つは茅山派、つまり上清派で、唐代にもっとも有名であった道士は司馬承禎である。司馬承禎は皇帝の精神面の師になり、瞑想についての論文が道教の経典にもなっている。『道徳経』は唐代には道教経典として重要視されていて、各家庭に一冊ずつ備えるように指示が施されていたほどである。瞑想と煉丹には非常に人気が集まり、老子の誕生日は休日になり、道教の経典が全国区に普及していきチベット、さらにはインドネシアにまで広がっていった。
このような広がりを経て道教が確立していき、祭祀の一つとして呪符が形成された。。

## 効用
中国全土では、信仰者は「符」を用いて自身が加護されていると安心感を抱いていた。 例えば、外部から侵入する魔障を防ぐために身体・家宅あるいは村落にある種の加工をしてまじない、魔よけなどをする。これを辟邪という。その第一類は、神仏の名号を印刷した札を入手して門戸に貼るものである。中国では道士に頼んでまで篆文のようなものを書いてもらって貼ることもあり、これを呪符と呼ぶ。
また、鬼などを地獄に陥れるために用いることもある。念を凝らして書き上げた霊符を用いれば、様々な神を降臨させることができ、悪鬼を裁いていき、妖邪を降らし、魔人を鎮め、諸病を治療し、諸災を取り除くことができる。
霊符を取り扱う際の注意点は、よくお札やお守りなどを床の上や机などに放り投げたり踏んだりしても平気な人たちがいるが、このような人は持ち歩いたり、写実したりしても効果がないことである。また、書写した霊符に限らず、霊的なものはそれが呪文であっても、あるいは書物であっても、みだりに他人に見せることはそのものが持つ霊的パワーを損なうこととなり、よくないこととされている。信者は、自分の書いた霊符は人に見せないという原則を守っている。また、符によっては、中身の見えない内符とそれを包む外符の二つからなるものがある。この場合、外符は直に見ることができるが、内符は外符を破らない限り見えないようになっているのが普通である。
道教の符で例えたが、日本のお守りに至っても同じである。書写した霊符を普段から身につける場合には、財運用などの霊符を財布に入れるようなことをしてはあまり効果が期待できない。財布に入れておくことで、霊符そのものが汚れてしまったり、文字が薄くなってしまったり、他人の目に触れることによって穢れが付いたりしてしまう可能性が非常に高い。霊符の効能には期限があるとされるため、神社などで授与する神棚に祀るお札は、一年ごとに新しいものを受けて、古いものはお焚き上げするのが一般的である。また、多数の霊符を取り扱う場合は天井の梁などに結び付けることが多い。霊符の中には、不要になった後、水に流したり、火で燃やしたりする決まりがあるものが存在するが、一般的に古くなったり、汚れたり、破れたり、あるいは不要になった霊符は浄火で焼くか、清い山中などに埋めるのがよい。また、焼いた後で清流に流すのも良いとされる。
その他の資料を見ても、霊符で「鬼神をお招きし、真の道を達成し、国を保ち、民を安定させるものとして、偉大な力を持つことを強調するものが多い。このことから、霊符が道教の秘術中の秘術と捉えられてきたことがわかる。
符は、主に道教信者が使うことによって広く影響を及ぼしたと考えられている。
日本では、二つの片を合わせて運やめぐりあわせなどを証明するお札を「割符」とも言う。または、簡略化して「しるしのあるお札」ともいう。符は、証明するという意味を持つため罪を問うときにも用いていた。このことを「免罪符」などともいう。
また、呪符では、ただ占いを行うだけではなく災いを追い払うなどの効果も期待できる。
札を火に焚いて祈ることで災厄を防ぐ呪力というものが入っている札、同様の呪力があると信じられている奇石・宝石・動物の骨・爪などの類も一部ある。
さらに、災難から逃れるための、御守りの類でもある。
道教信者は比較的密教的であり、強制的な信仰をしないため徐々に広がっている。
文化の違いや宗教的価値観などもあるが、道教信者は比較的道具を使い神や天帝などを信仰し、その文字を使い現世利益を唱えていたとされている。
符は現世利益だけではなく、人を呪ったり陥れたりし、国家政治も変えてしまうほどの力を持っている。このような多大なる力を持っている「符」なので慎重に扱うことが重視されている。

## 呪符の種類
多様に存在している霊符は、主に字の組み合わせで成り立っているもの、図のみで成り立っているもの、字と図の組み合わせで成り立っているものの三つに分けることができる。。
以下、「字符・図符・字図符」の三つに区分する。
- 字符 - 字の組み合わせで成り立っている霊符を指す。これが定番である。符の中でも紙に文字が記載されているものが一般的である。
- 図符 - 図だけからなる霊符で「真形図」と呼ばれることも多い。その図は、各種の文字を変化させたものや、文字として扱われているものも多く、純粋に図だけである符は比較的少ない。
- 字図符 - 天神様の肖像などと符文を結合して、一つのものとした符録である。古代中国の墳墓などを発掘中に発見されることが多い。神から直接いただいた文字としての意義をとれる[21]。

前漢以前の符には、符薬、符信、竹使符、虎符、使符などと呼ばれるものがある。
例を挙げると鎮宅霊符が道教確立以前に使用されていた。鎮宅霊符は主に家内の安全を保つこと、また、そのために行われる祈禳の総称である。安宅ともいう。人間が住む家屋及びその下の地域、土地などには様々な鬼神が満ちている。それらが人間の行う不適切な行動によって穢れ、観念されていた。鎮宅霊符は道士たちも使用し、悪影響を除くことが優先された。時代を重ねるに至って、道士たちは鎮宅霊符の技法を発展させ、五方角に貼るなどの技を編み出した。一般的には各戸の正庁に貼られる。

## 霊符
霊符は、人間の力をはるかに超えた摩訶不思議な力を活用する手段の一つとして様々な種類（符簶、護符、呪符、お札、または、タリズンなどと呼ばれるもの）が使用されていた。
最も数多くの霊符を伝えてきたのは、間違いなく中国の伝統的な宗教である道教である。道教で使用される霊符は、一見すると奇妙な文字や図形が書かれた不可解なものに見えるが、それらの文字や図形には全て深遠な意味が存在している。
霊符には、符の起源とされている「五岳真経図」と「三皇内文」などからわかるように、字または図、あるいは両方が描かれているものがある。そういった図には、見ただけではっきり意味のわかるものもあるが、意味が分かりづらい象徴的なものも少なくない。
霊符は伝説に名を残す神仙をはじめ、優れた道士たちに用いられてきた。これらの霊符の効験は実にあらたかで、天災から人災に至るまであらゆる災いを断つのはもちろん、邪を払い、病魔すら退散させると言われている。いつまでも若々しく長生きしたいのは、誰しもが願う夢であるが、霊符はそれすらも叶えてしまう。また、国家の運命すら左右するほどだと言われている。
このような絶大な力を持つとされる霊符だが、単にコピーするだけではその霊験を発揮するわけではない。人が念を凝らして符を書き上げることによって、天井の神々が人界に降りてきて、その力が符に乗り移ることによって初めて霊応あるものとなる。したがって神に念より強力に伝えるために、多くの場合は呪文とセットになっている。
霊符はどんな状況においてもそれにふさわしいものが存在している。例えば、邪を祓うためのもの、山に入って修行する際に身につけて災いから避難するためのもの、体内に宿っていると言われる神々に不老長寿の身体を作ってもらうためのもの、天に輝く星の神々の力を借りて物事を成し遂げるためのもの、人生全般に使用することができるオールマイティなものなどがある。
これほどの効験があるとされるだけに、現在でも、台湾、香港、東南アジアに住む中国出身者たちの間では、霊符に対する信仰は根強く、巷では各種の霊符や、それらを収載した書物などが売買され、道観（道教の寺院）に行けば道士が希望者に霊符を書いてくれる。台湾などでは、祖先の霊を祭る場所でもある廟にも、印刷されたものとはいえ、霊符が必ずといっていいほど置かれている。これは、誰でも自由に持ち帰って、使用してもいいようなサービスになっている。このようなサービスで、現世利益などの効果を実際に体感させることで信者を増やすことが目的である。
霊符は、神や天帝から授かった文字を使用しているという説もある。基本的には、自分の明日くらい自分で変えてみせるという考え方を一変させ、符を用いて変える考え方である。これが、現世利益を得るということである。
霊符は、嫌いな相手を殺傷させ、自分自身の災厄を取り除くといったような呪物でもある。
霊符に描かれている文字は元来、天界の神々が使用するものであるが、それが地上界にもたらされたものであると考えられる。例えば、天神は空に彩なす雲の形状により、符を空に描きだす。道を会得した優れた道士はこれを見て神意を感じ取り、布を紙に書き留め、世の中へ伝える。あるいは天神が直接、求道する人々にそれを授けることもある。つまり、霊符の始まりは神秘の天界から漏れ伝わったもので、地上界にもたらされた神々の指令であり、同時にそれは天の威力を顕示し、神が求道者に与える神通力の賜物であり、霊符は天神の意向を伝える符信（つたえ）と呼ぶこともできる。
また、霊符は#呪符の種類で挙げた通り三種類存在し、それぞれが異なる意味を持っている。さらに霊符で用いる文字にも様々な意味があり、この文字一つを間違えて使うだけで効果は消滅する。
- 卜兆文字 - 「卜兆」とは文字の通り亀の甲羅や動物の骨を焼き、吉凶禍福を占うことを言う。主に占いが主体となっていたことが読み取れる。このおかげで、自分の役職が確立した役人なども存在していた。
- 金石文字 - 上記の「卜兆文字」が発見される以前は、青銅や石などに刻まれていた周時代の「金石文字」が中国最古の文字と考えられていた。これら周時代の金石文字を整理して、9352字に総括したものが『説文』といわれている。
- 簶書 - 漢字の一書体であり、主に「大簶」と「小簶」に分けることができる。この二つを知らなければ、簶書の霊符を読むことはできない。
- 隷書 - 秦の程藐（ていばく）が、小簶を省略して作ったものとされている。また、霊符の神聖な性格からか、賤隷に繋がる古い隷書は用いられることが少なく、現在は隷書といえば、漢隷を指すことが多い。
- 楷書 - 日本でもなじみのある字体の一つである。我々が普段用いる「楷書」は、字の形を崩したり、略したりせず、正しくきちんと書いたものである。「行書」は「楷書」をやや崩して書いたものである。「草書」は「行書」をさらに崩して書いたものである。唐代になって印刷の能力が上がり、それから、宋代でも印刷術は進化を遂げてきた[26]。
- その他 - 梵字であったり、または霊や神が取り付いて授けられたものとする、字とも図とも区別がつかないものもある。またかつて「蒼頡文字」や「龍鳳之書」というものがあったとされていたが現在では残っていない[27]。

## 書写法と使用法
用具は、いずれも霊符書写という霊的作業に用いるため、品質には気を遣う必要がある。
- 筆 - 大半の符は朱と墨があれば書写できる。墨用と朱用の筆一本ずつが必要である。後の説明を書くために、二つ準備する必要がある。
- 墨と朱墨 - 墨には唐墨（中国産の墨）と和墨（国産の墨）の二つがある。符を書く場合には、青味がかっている墨を使用する。また、朱墨を用いる際は、濃い色のものを使用することが義務付けられている。
- 書写用の紙や板 - 特に指定がない限りは白紙に書く。和紙や黄紙に書くこともある。きれいな紙に書くことが命じられている。汚い紙や千切れている紙に書くと効果が薄れてしまう。
- 硯 - 硯も、筆と同様に二つ用意するのが好ましい。上記で記載している通り、筆と墨が二種類常備されているので二つ用意することが命じられている。ペンなどで書いた場合は全く効果がない。
- 水 - 符の書写には当然、水が必要になる。ただの水ではなく、清めてある水を使用することでより良い効果を期待できる。また、少量の水よりも大量の水を用意しておくとよい[29]。

霊符は、一定期間の斎戒の上で書写することが原則となっている。「斎戒」とは心身の清浄を保ち、禁忌を犯さないことである。同じような意味で「潔斎」という言葉があり、これも宗教的な儀式などの前、一定の間、酒や肉などを慎み、沐浴などをして心身を清浄にすることである。「斎戒沐浴」などと呼ばれている。このようにして心身を清めることで、初めて紙に感応できることを熟知しておく必要がある。
また、霊符は吉日を選んで書写することを推奨している。『日本書紀』に載っている、「時日を卜定して」・「吉日を撰びて」や『延喜式祝詞』にある、「八十日日は在れども今日の生日の足日に」を見るまでもなく、古くから事を行う際には吉日が選ばれる。これはもちろん、霊符の場合も同様である。符によっては、その特性または神霊との関連により、作成する日が厳密に規定されている。例えば、「五岳真経図」は、東西南北・中央の五つの山の形を示す五つの霊図からなっており、それぞれは春・夏・秋・冬・土用に書写する規定となっている。また、書写する時間は子刻から丑刻、つまり、真夜中の十二時ころから午前二時ころまでがよいとされる。時間を適切に選べば、霊的なパワーが非常に高まるとされている。
霊符を書写する際はそれ相応の心構えをしなければならない。霊符は、神秘的な霊力を持つ神文秘形の組み合わせからなるため、書写するときは一運筆といえどもおろそかにすることは許されない。たとえ一点、一画であろうと、過不足があってはならない。霊符の力によって鬼などを駆逐できるのは、文字や図形などそれぞれに霊妙な意味があり鬼神がそれを知っているからに他ならない。きちんと書写しなければ、対峙することはできなくなり、自分自身に害を受けることになってしまう。

## 呪法
符は、現世利益のために使用された。符は、白や黄色や赤の紙を用いて書く。紙の色は求める利益によって変える。赤字には人間の血を用いることによって効果は絶大なものとなり即効性を増す。また、呪法の一つとして人を陥れたり、殺したりするためにも使われていた。
民俗的に考えて、呪術とはいわゆる条文中の「小道」のことである。この小道を用いて、人を呪って殺傷したり、基地を境に、境を基地に転換するなど超自然的な貢献を得ようとする技法のことを呪術やまじないという。それを行う僧尼や男巫・女巫、修験者、陰陽師らを総称して呪術者という。「呪」の字は神に対しての祈りを表しており、甲骨文字と同様の意味がある。呪文、呪物なくして行為を行うことはできず、この二つを用いて初めて成功する。よって現世利益をかなえることができる。
呪術の作法にはあらゆるパターンが存在している。人形に「切る・刺す・打つ・叩く・射る」などの剋害を加えて、怨家に類似の結界を生じさせようとしている。また、日本でも多く見られるものがあり、一見変わった手法なども魅力の一つである。
- 針を刺す・釘を打つ - 呪詛人形に釘を打つ例は先に日蓮宗で行われていた。呪詛の「呪い釘」に多くの種類があることは、一般に知られている。例えば釘刺しや針刺しなどは、持病にかかった際、物に釘を刺し、「直してくれたら釘を抜く」と唱えておまじないをする[12]。
- 射る・切る - 怨霊、つきものを撤退させる呪術では、弓や刀を用いて射る所作や切る所作が頻用されている。単に射るのではなく、わざと鬼神を射って威嚇させるなどの行為も存在している。さらに、弦を弾く音でも威嚇している[12]。
- 焼く- 焼く作法は呪詛のために行う場合と、穢れなどを焼尽するために行う場合があり、後者のケースのほうが用いられることが多い。現代のごま炊きの用法に用いられている[34]。
- 縛る-縛る呪法は密教や修験道、道教でよく用いられており、憑き物や祟りなす亡者などを縛る「霊縛法」が有名である。縛る際に、印と呪文を用いて調伏する呪法を行う[34]。
- 結ぶ - 呪法の中では唯一プラス思考のまじないである。起源は、縄を用いて縛ることである。不動明王などが手にしている「羂索」はその具象化である。いずれも縛る行為によって自分の言うことを聞かせ、その願いが叶ったら解放する。世界各国で恋人たちが行う儀式の一つである。「恋結」や「縁結び」などもこちらの名称から来たとされている[35]。
- 開く- 出産の際、門戸や窓、鍋釜の蓋など、家中の閉まっているものをすべて開けるおまじないである。日本各地で見ることのできたおまじないとしても有名である。産道が閉まって窮屈だと難産になるため、家中の閉まっているものを開けることで産道を開くという類感呪術である[36]。
- 抜く- 上記の「開く」おまじないと意味は似ている。柄杓など中空の器は、全て子宮の象徴とされる。その底を抜くことによって、中の胎児をスムーズに出すことを願った。ただし、底がなく穴が開いていて物を入れることができない＝妊娠しないという発想より、避妊のおまじないとも言われている[31]。
- 踏みつける - 小野僧正仁海が万寿二年（1025年）に行ったのが最初とされている転法では、実物の人形を踏み潰して霊魂が抜け出ていかないようにするための呪術や、糸や紐を結んで球を作る呪的作法がある。「クシャミをすると魂が抜けて死ぬ」という俗信があり、それを避けるために玉を結んでいる。これを「鼻結びの糸」という。「玉」は「魂」に通じて霊魂の意味があり、糸を玉にすることで霊魂をつなぎとめている[36]。

## 七種類の霊符の用い方
1. 貼懸符法 - 紙や布、鏡、木などに霊符を書いて、門柱や室内に貼る。道壇の四方や中庭に懸けたり、魑魅魍魎が出現する場所や器物の上に貼る場合もある。
2. 洗拭符法 - 紙に書いた霊符を焼いて灰にし、その灰を身体などに塗ることによって自分自身に災厄が取り付かないようになるという効果である。
3. 呑服符法 - 道教では、霊符を呑み込むことで病気を癒し、悪鬼邪気を追い払い、道を悟る場合がある。呑み込むことが目的である。
4. 佩帯符法 - 符を髪の毛に挿したり、錦の袋などに入れて腰につけたりして携帯することを言う。常に自分自身に纏わせておくことで自身の災厄を消すことが可能である。
5. 埋投符法 - 埋土、投水符法ともいい、霊符を土に埋めたり河水などに投じたりする方法である。子山の中に霊符を埋めるような場合には「封」という字を用いることもあるが、埋めるものは紙だけではなく、桃や桐などの板や金属片など様々なものを埋める。
6. 直接符法 - 霊符を直接、手足の裏や体の病幹部に書写する。霊符を刻んだ印を頭や足などに押す方法もある。病気を治したり、魔物を駆逐したり、仙人の修行の一環といった目的の達成に効果のある符法の一つである。
7. 焚焼符法 - 符を焼くことで効験を得る方法である。通常、道教では鬼神をお招きする際には、まず、香を焚いて祝詞を心の中で唱え、さらに符を焚き呪文を唱えることが多い。焚符にも法度が存在していて方角や時間などの規定もある。この焚焼符法はかなりの熟練者でないと危険であり、霊符の扱いに慣れるまでは使用しないほうがよいとされている。
8. その他の用法 - 上記で上げた符法よりもかなりマニアックな方法が存在している。例えば霊符を二時間以上、水面に移した後、コップの水を飲む。これも病気を治す効果のある符法の一つである。コップなどに符を書き、神水を注いでそれを飲む方法や、霊符を手に持ち、静かに病人の体をさする方法なども有名な符法の一つである[37]。

## 道教以外の呪符
- 陰陽道系 - 陰陽道とは、「万物に陰陽の二元的な原理を立て、五行と称する五つの元素的な要素を組み合わせ、すべての存在、減少を解釈し、その意味を考える」ことを重視している。

古代日本には陰陽寮があったため、日本を代表する呪符とも言え、遺跡から呪符が発掘されることがある。
たとえば静岡県浜松市の伊場遺跡から出土した呪符木簡は縦322mm、横67mm、厚さ4mmで、釈文を『上代木簡資料集成』には、
```
　1行目　百恠咒符百々恠宣受不解和西恠□□〔亡ヵ〕令疾三神□〔宣ヵ〕□□
　2行目　宣天罡直符佐□當不佐□〔亡ヵ〕急々如律令
　3行目　　　　　弓　龍神
　4行目　（絵）　人山龍　　急々如律令
　5行目　　　　　人山龍

　1行目　戌　
　2行目　戌　（符籙）急々如律令
　3行目　戌　

```

と記載されている。「百恠咒符を百々の恠、宣受せよ」で始まり、「疾三神」や北斗星を意味する「天罡（岡）」などの用語を用いつつ末尾は「急々如律令」の定型句が用いられている。年代については7世紀末～8世紀前葉、8世紀後半～10世紀中頃の説があって一致しない。
上記で「（絵）」、「（符籙）」と示した部分の具体的様相を示す図版は発掘調査調査報告書で確認でき、釈文の別解は奈良文化財研究所のデータベース「木簡庫」で確認できる。
当該の木簡と中国の昌寧で出土した木簡との関連を述べた論文もある。
呪符木簡については、奈良文化財研究所のデータベース「木簡庫」のメニューから「キーワード」に何も入れず、項目検索→内容→呪符をチェックして検索すると2025年6月現在で登録点数57011件中、621件ほどヒットする。
- 神道系 - これは日本固有のもので、神社や神道系の宗教団体から排出されている。日本を代表するものである。まさに神社などで販売されている「お守りやお札」に近い。
- 密教系 - 真言密教、天台密教が源であり、梵字や諸仏、諸天などが付図の各所に書かれている。密教制度ということもあり、信者が気を付けて使用しなければならない使命がある。
- 修験道系 - 修験道は日本古来の山岳信仰に基づくものであるが、天台、真言の密教をはじめとして、神道、道教、民間宗教などの要素が混在している。修験道は、一般民衆の現世利益の要求にこたえて各種の霊符を作っている。
- 寺院の霊符 - 日本の多くの寺院では「御影」と呼ばれる諸仏の姿を版木などで掘ったものを、病気直しや災難除けの霊符として授与することが少なくない。神道系と同様、日本で販売されているお守りに似ている。
- 日蓮系 - 日蓮は、布教の方便として『法華経』に基づく霊符を作って大きな霊験を得たとされている。これもまた、日本を代表するものである。
- その他 -　明治に活躍した会津の易者中川万之丞は、真言密教、修験道、神習教を修行し、福島県岩瀬御料地の神職補少教監になった。信者に独特の呪符を与え、「東方木徳神守護・（花押）早九字の四縦五横の線」が残されている。冊子「呪法」に呪符６０種がある。（大東流武田惣角研究家　池月映）

## 西洋のアミュレット
西洋では悪魔や病気を防ぐために身体に身に着けるお守りとしてのアミュレット（Amulett）と、金属または石で作って所持するものを災難や病気から守るタリスマン（Talisman）がある。